# Joseph Hergesheimer
Joseph Hergeshemeir (Filadelfia, 15 febbraio 1880 – Sea Isle City, 25 aprile 1954) è stato uno scrittore statunitense.

## Biografia
Hergesheimer ebbe un'infanzia travagliata a causa di una salute cagionevole che gli consentì di frequentare solo saltuariamente gli studi scolastici.
Hergesheimer si dedicò alla letteratura dopo una fase giovanile in cui sembrò orientato alla pittura, grazie alla frequentazione della Pennsylvania Academy of Fine Arts e di un soggiorno di aggiornamento artistico in Italia, a Venezia e a Firenze.
Hergesheimer non è facilmente inseribile in uno specifico ramo della letteratura statunitense.
In un primo periodo, infatti, sembrò aderire alla corrente naturalista, pur con qualche distinguo, come la cura particolareggiata di un linguaggio elegante, raffinato, ricercato e di un gusto estetico che però non sempre trovò un corrispettivo nelle caratteristiche della narrazione.
Queste caratteristiche furono presenti in The Three Black Pennys ("I tre Penny neri", 1917), incentrato su una saga familiare di imprenditori dell'acciaio.
In lavori successivi, quali Java Head (1919) e The Bright Shawl ("Lo scialle sgargiante", 1922), Hergesheimer impreziosì i suoi scritti con un'ambientazione e con qualche personaggio esotico derivante dal mondo dell'avventura e talvolta ispirato alle opere di Joseph Conrad, oltreché con approfondimenti psicologici dei protagonisti.
Da segnalare ancora Linda Condon (1919), impregnato di aderenze romantiche, che resero Hergesheimer un autore ideale per letture disimpegnate.
Otto suoi racconti sono stati riadattati in pellicole cinematografiche, tra le quali si possono segnalare "Tol'able David", apparsa nelle sale nel 1921 (film muto), che riscosse un buon successo, oltre a Java Head (1923),  Lo scialle sgargiante (1923) e Cytherea (1924).

## Opere

### Novelle
- The Lay Anthony, (Mitchell Kennerley, 1914; Alfred A. Knopf, 1919).
- Mountain Blood, (Kennerley, 1915; Knopf, 1919).
- The Three Black Pennys, (Knopf, 1917).
- Java Head, (Knopf, 1919).
- Linda Condon, (Knopf, 1919).
- Cytherea, (Knopf, 1922).
- The Bright Shawl, (Knopf, 1922).
- The Presbyterian Child, (Knopf, 1923).
- Balisand, (Knopf, 1924).
- Tampico, (Knopf, 1926).
- Swords and roses, (Knopf, 1928, 1929).
- The Limestone Tree, (1929).
- The Party Dress, (Knopf, 1930).
- Berlin, (Knopf, 1931).
- The Foolscap Rose, (Knopf, 1934).

### Racconti
- Gold and Iron, (Knopf, 1918) (3 novelle: Wild Oranges, Tubal Cain e The Dark Fleece).
- The Happy End, (Knopf, 1919).
- Tol'able David.
- Wild Oranges, (Knopf, 1922).
- Tubal Cain, (Knopf, 1922).
- The Dark Fleece, (Knopf, 1922).
- Quiet Cities, (Knopf, 1928).
- Tropical Winter, (Knopf, 1933).

### Vari
- San Cristobal de la Habana, (Knopf, 1920).
- From an Old House, (Knopf, 1925).
- Swords & Roses, (Knopf, 1929).

## Filmografia
- Java Head, regia di George Melford (1923)